# Dipol magnètic

Les línies del camp magnètic terrestre surten del pol nord magnètic cap al pol sud.

En mecànica clàssica, un dipol magnètic -anàleg en molts aspectes al dipol elèctric - és una aproximació que es fa al camp generat per un circuit quan la distància al circuit és molt més gran que les dimensions del mateix circuit. El camp magnètic terrestre també pot ser aproximat per un dipol magnètic, encara que el seu origen possiblement és bastant més complex.
En mecànica quàntica, l'espín de diferents partícules també genera un camp que s'aproxima a un dipol magnètic.
En partícules subatòmiques, com els electrons o els nuclis atòmics, això és rellevant, respectivament, per a determinats experiments de ressonància paramagnètica electrònica i de ressonància magnètica nuclear. Sovint, la descripció com dipols magnètics de ions i molècules paramagnètiques també és útil per entendre el seu comportament magnètic.
Es diu interacció magnètica dipolar a la interacció entre dos moments magnètics. En mecànica quàntica es pot donar entre moments magnètics d'espín, però és el mateix fenomen que el que té lloc entre dos imants macroscòpics si es regeix per les mateixes regles. En definitiva, els pols oposats s'atreuen i els del mateix signe es repel·leixen.
Un imant a la vida quotidiana, o en general un moment magnètic, genera línies de camp, que surten del seu pol positiu i acaben en el seu pol negatiu. Aquestes línies indiquen la posició energèticament més favorable en la qual es disposarà un altre imant (o moment magnètic). Si pensem que el moment magnètic resideix, principalment, en un àtom (metàl·lic), podem entendre amb facilitat que s'acoblarà de forma anisòtropa amb els moments que li envoltin, ja sigui a la mateixa molècula o en molècules veïnes. És a dir, depenent de les seves posicions relatives, dos moments magnètics s'alinearan de forma paral·lela, antiparal·lela o en una orientació intermèdia. La interacció magnètica dipolar és una de les contribucions a l'anisotropia en el bescanvi magnètic. Generalment és una contribució feble, però, ocasionalment, quan es tracta de moments magnètics molt grans, pot ser significativa.

## Moment dipolar magnètic
Els dipols es poden caracteritzar pel seu moment dipolar, una quantitat vectorial. Per exemple, si per un circuit C circula un corrent I, es defineix el moment dipolar magnètic m com:
{\displaystyle {\vec {m}}={\frac {1}{2}}I\oint _{C}{\vec {r}}\times \,d{\vec {r}}}

En el cas en què el circuit sigui pla, s'haurà de:

{\displaystyle {\vec {m}}={\frac {1}{2}}I\oint _{C}{\vec {r}}\times \,d{\vec {r}}=IS{\hat {n}}}
on S és l'àrea de la superfície plana la vora és C.

## Camp magnètic creat per un dipol

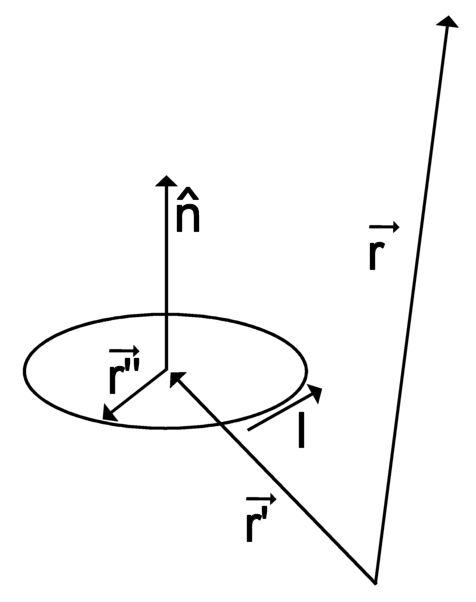
Si r "<< r en aquest circuit, llavors es pot utilitzar l'aproximació dipolar per al camp que el circuit genera en r.

Es defineix el potencial magnètic dipolar generat per aquest circuit com:

{\displaystyle {\vec {A}}({\vec {r}})={\frac {\mu \ {\vec {m}}\times ({\vec {r}}-{\vec {r}}')}{4\pi \ \left\Vert {\vec {r}}-{\vec {r}}'\right\|^{3}}}}
on μ és la permeabilitat magnètica mesurada en henry per metre, i el camp magnètic dipolar serà:

{\displaystyle {\vec {B}}({\vec {r}})=\nabla \times {\vec {A}}({\vec {r}})=-\mu \ \nabla \times {\frac {{\vec {m}}\times ({\vec {r}}-{\vec {r}}')}{4\pi \ \left\Vert {\vec {r}}-{\vec {r}}'\right\|^{3}}}}

on
B és el camp magnètic, mesurat en tesles
r és la distància del centre, mesurada en metres
m és el moment dipolar, mesurat en amperes-metres quadrats (A · m²) o, cosa que és el mateix, joules per tesla
o, resolent el producte vectorial,
{\displaystyle B(m,r,\lambda )={\frac {\mu }{4\pi }}{\frac {m}{r^{3}}}{\sqrt {1+3\sin ^{2}\lambda }}\,,}
on λ és la latitud magnètica, igual a 90° - θ, on θ és la colatitud magnètica, la desviació des de l'eix dipolar.